# Občina Gornji Grad
Občina Gornji Grad je jednou z 212 občin ve Slovinsku. Nachází se v Savinjském regionu na území historického Dolního Štýrska. Občinu tvoří 7 sídel, její rozloha je 90,1 km² a k 1. lednu 2017 zde žilo 2 547 obyvatel. Správním střediskem občiny je Gornji Grad.

## Geografie
Občina se nachází v severní části Slovinska, v nadmořské výšce zhruba od 385 m až do 1508 m (hora Vivodnik). Zhruba středem občiny protéká hlubokým údolím říčka Dreta. Nad údolím se z obou stran vypínají vrcholy Kamnicko-Savinjských Alp. Většinu povrchu pokrývají jehličnaté a smíšené lesy.

## Členění občiny
Občina se dělí na sídla: Bočna, Dol, Florjan pri Gornjem Gradu, Gornji Grad, Lenart pri Gornjem Gradu, Šmiklavž, Tirosek.

## Sousední občiny
Občina Gornji Grad sousedí s občinami: Ljubno na severu, Rečica ob Savinji na severovýchodě, Nazarje na východě, Kamnik na jihu a Luče na západě.